# Hieracium subsinuatum
Hieracium subsinuatum là một loài thực vật có hoa trong họ Cúc. Loài này được Borbás mô tả khoa học đầu tiên năm 1893.